# Зиневич, Сергей Николаевич
Сергей Николаевич Зиневич (род. 1971, Керчь) — российский режиссёр, режиссёр монтажа.

## Биография
Выпускник режиссёрского факультета ВГИК 1998 года мастерской Наны Джорджадзе.

## Фильмография

### Режиссёр монтажа
- 2023 — Раневская — сериал
- 2018 — Смертельный тренинг — сериал
- 2018 — Ныряльщица за жемчугом — сериал
- 2018 - 2021 — Соседи, сериал (5 сезонов)
- 2017 — Забытые богом — полнометражный (версия монтажа полнометражного фильма "Апостасия")
- 2017 — Живи своей жизнью, телефильм
- 2017 — Мира, короткометражный фильм (новелла в альманахе "Время женщин")
- 2015 — Пенсильвания — сериал
- 2015 — Домофон — короткометражный фильм
- 2014 — Бесы  — полнометражный фильм
- 2014 — Братаны, сериал, 4-й сезон
- 2013 — Ангел или демон  — сериал
- 2013 — Бомбила — 2-й сезон, серии 10-12
- 2012 — Метод Лавровой  — 2-й сезон
- 2012 — Башня. Новые люди  — 2-й сезон
- 2011 — Буду верной женой — сериал
- 2010 — Наследница — сериал

### Режиссёрские работы
- 2022 — Мы с тобой одной крови — короткометражный фильм, пилот сериала
- 1997 — Солдат и дурочка — короткометражный фильм

## Награды
- 1998 - XVIII INTERNATIONALEN FESTIVAL DER FILMHOCHSCHULEN MÜNCHEN, Jury Award, SOLDAT I DUROTCHKA (Sergej Zinjevitch, VGIK)